# Stupid Love
„Stupid Love“ je píseň od americké zpěvačky a skladatelky Lady Gaga. Píseň Stupid Love byla oficiálně vydána 28. února 2020 jako první a hlavní singl z jejího šestého studiového alba Chromatica (2020), krátce poté, co v lednu 2020 leaknul. Jedná se o houseově nabitou dance-popovou a elektropopovou píseň, která vypráví o sebrání odvahy znovu se zamilovat po zlomeném srdci. Už jakožto první singl celé album charakterizuje, neboť je Chromatica o statečnosti a léčení (psaní tohoto alba Gagu "vyléčilo"). 
Gaga ji napsala společně s Maxem Martinem a Elyem Risem a vyprodukovala s hudebními producenty Tchami a BloodPopem.

## Natáčecí lokace
Při natáčení videoklipu k písni Stupid Love se jako natáčecí kamera používal iPhone 11 Pro. Nebylo to poprvé, co by někdo pro natáčení videoklipu používal mobil, jako je například Selena Gomez, ale Haus of Gaga to alespoň vzali na vyšší úroveň svými mimořádnými outfity a lokací natáčení. Měli se nacházet na mimozemské planetě a místo, které je tomu alespoň trochu podobné, jsou Trona Pinnacles v Kalifornii. Jsou dechberoucí svými neobvyklými kamennými vrcholky, které právě mimozemskou planetu připomínají.